# Michaela Bayerlová
Michaela Bayerlová (* 14. Dezember 1998) ist eine tschechische Tennisspielerin.

## Karriere
Bayerlová spielt hauptsächlich auf der ITF Women’s World Tennis Tour, auf der sie bislang fünf Turniersiege im Einzel und zwölf im Doppel erringen konnte.
Seit 2017 spielt Bayerlová College-Tennis im Team der Washington State Cougars an der Washington State University.
Ihr Debüt auf der WTA Tour gab sie im September 2020 bei den Internationaux de Strasbourg, wo sie eine Wildcard für die Qualifikation erhielt. Sie scheiterte aber bereits in der ersten Runde gegen die Belgierin Greet Minnen mit 2:6 und 2:6.

## Turniersiege

### Einzel
| Nr. | Datum           | Turnier       | Kategorie   | Belag | Finalgegnerin       | Ergebnis      |
| --- | --------------- | ------------- | ----------- | ----- | ------------------- | ------------- |
| 1.  | 25. Juni 2017   | Alkmaar       | ITF $15.000 | Sand  | Laura Heinrichs     | 6:4, 6:2      |
| 2.  | 1. Oktober 2017 | Charleston    | ITF $15.000 | Sand  | Montserrat González | 2:6, 6:3, 6:3 |
| 3.  | 10. Juni 2018   | Banja Luka    | ITF $15.000 | Sand  | Satsuki Takamura    | 6:2, 6:1      |
| 4.  | 28. Juli 2019   | Sandefjord    | ITF W15     | Sand  | Malene Helgø        | 5:7, 6:3, 6:3 |
| 5.  | 8. August 2021  | Frederiksberg | ITF W15     | Sand  | Nicole Khirin       | 6:1, 6:1      |

### Doppel
| Nr. | Datum             | Turnier             | Kategorie   | Belag             | Partnerin            | Finalgegnerinnen                                 | Ergebnis           |
| --- | ----------------- | ------------------- | ----------- | ----------------- | -------------------- | ------------------------------------------------ | ------------------ |
| 1.  | 16. Juni 2018     | Maribor             | ITF $15.000 | Sand              | Adrijana Lekaj       | Irina Ramialison Constance Sibille               | 7:62, 7:5          |
| 2.  | 30. Juni 2018     | Jablonec nad Nisou  | ITF $15.000 | Sand              | Eva Marie Voracek    | Radka Buzková Aneta Laboutková                   | 7:5, 4:6, [13:11]  |
| 3.  | 21. November 2020 | Scharm asch-Schaich | ITF W15     | Hartplatz         | Laetitia Pulchartová | Elina Awanessjan Iryna Schymanowitsch            | 6:4, 7:5           |
| 4.  | 12. Juni 2021     | Iraklio             | ITF W15     | Sand              | Jessie Aney          | Nicole Khirin Shavit Kimchi                      | 6:4, 6:4           |
| 5.  | 18. Juni 2022     | Pörtschach          | ITF W25     | Sand              | Tina Cvetkovič       | Caijsa Wilda Hennemann Martyna Kubka             | 6:3, 6:3           |
| 6.  | 29. Oktober 2022  | Toronto             | ITF W60     | Hartplatz (Halle) | Jang Su-jeong        | Elysia Bolton Jamie Loeb                         | 6:3, 6:2           |
| 7.  | 22. Juli 2023     | Darmstadt           | ITF W25     | Sand              | Alana Parnaby        | Arina Gabriela Vasilescu Anastassija Solotarjowa | 7:5, 6:4           |
| 8.  | 28. April 2024    | Telde               | ITF W15     | Sand              | Stéphanie Visscher   | Tilwith Di Girolami Sarah van Emst               | 6:4, 6:2           |
| 9.  | 4. August 2024    | Hechingen           | ITF W75     | Sand              | Sopia Schapatawa     | Anna Gabric Mia Mack                             | 6:2, 5:7, [10:6]   |
| 10. | 7. September 2024 | Kuršumlijska Banja  | ITF W15     | Sand              | Stefania Bojica      | Zuzanna Pawlikowska Katerina Tsygourova          | 6:2, 6:2           |
| 11. | 22. März 2025     | Vacaria             | ITF W50     | Sand (Halle)      | Miriana Tona         | Robin Anderson Alicia Herrero Liñana             | 6:74, 7:65, [10:7] |
| 12. | 3. Mai 2025       | Kuršumlijska Banja  | ITF W15     | Sand              | Stefania Bojica      | Chantal Sauvant Anja Stanković                   | 6:2, 6:3           |